# Стала фон Клітцинга
Стала фон Клітцинга, {\displaystyle R_{K}=h/e^{2}\,}, де {\displaystyle h\,} стала Планка, а {\displaystyle e\,} — елементарний електричний заряд, є універсальною фізичною сталою з розмірністю опору.
В Міжнародній системі величин (ISQ) квант електричного опору дорівнює
{\displaystyle R_{K}={\frac {h}{e^{2}}}\,} = 25 812,807 449 Ом.

## Фізична природа
Таке значення набирає поперечний магнітоопір в квантовому ефекті Хола при певному значенні прикладеного магнітного поля. У дуже сильному магнітному полі поперечна складова магнітопровідності (величини оберненої до магнітоопору) дорівнює нулю, а, отже, поперечний магнітоопір нескінченний. У магнітному полі, меншому від певного значення, поперечний магнітоопір стрибком змінюється від нескінченості до величини, яка дорівнює сталій фон Клітцинга. При подальшому зменшенні магнітного поля поперечний магнітопір продовжує зменшуватися стрибками, дорівнюючи {\displaystyle R/n}, де n — ціле число у випадку цілочисленного квантового ефекта Хола.
Оскільки поперечна складова магнітопору приймає чітко визначені, «квантовані» значення, вона може служити еталоном, одиницею вимірювання в тих випадках, коли опір системи визначається квантовими ефектами. Тому цей опір отримав назву кванта опору. Крім поперечного магнітоопору в одиницях кванта опору вимірюється також опір точкового квантового контакту.
Загалом, наочно це найбільше можливе скінченне значення опору двовимірної системи можна уявити собі як опір площини, на якій існує тільки один-єдиний шлях, через який носій заряду може перебратися з одного боку на інший.
Квант електричного опору використовується як еталон опору, оскільки його можна надійно реалізувати й відтворити, і він не залежить від матеріалу провідника й інших параметрів установки. В 1987 році 18-та Генеральна конференція мір і ваг прийняла конвенційне визначення кванта опору (константи фон Клітцинга), який позначається RK-90, оскільки воно введено в дію з 1990 року. Величина RK-90, що використовується для калібрування опорів, дорівнює 25 812,807 Ом (точно).

## Інші вирази
Вираз для кванта опору в ISQ можна переписати в формі
{\displaystyle R_{K}={\frac {Z_{0}}{2\alpha }}}
де {\displaystyle \alpha } — стала тонкої структури, а {\displaystyle Z_{0}} — хвилевий опір вакууму:
{\displaystyle Z_{0}={\sqrt {\mu _{0}/\varepsilon _{0}}}=} 376,73028 Ом,
де :{\displaystyle \varepsilon _{0}} — діелектрична проникність вакууму, а {\displaystyle \mu _{0}} — магнітна проникність вакууму.
В системі СГС формулу для сталої фон Клітцинга теж можна подати у такому вигляді, якщо прийняти
{\displaystyle Z_{0}={\frac {4\pi }{c}}},
де c — швидкість світла.

## Дивисть також
- Хвильовий опір
- Хвильовий опір вакууму